# Верхнеаткозинское сельское поселение
Верхнеаткозинское се́льское поселе́ние — муниципальное образование в Апастовском районе Татарстана Российской Федерации.
Административный центр — село Верхнее Аткозино.

## История
Статус и границы сельского поселения установлены Законом Республики Татарстан от 31 января 2005 года № 8-ЗРТ «Об установлении границ территорий и статусе муниципального образования "Апастовский муниципальный район" и муниципальных образований в его составе»

## Население
| 2010 | 2011 | 2012 | 2013 | 2014 | 2015 | 2016 |
| ---- | ---- | ---- | ---- | ---- | ---- | ---- |
| 716  | ↘711 | ↘699 | ↘689 | ↘684 | ↘680 | ↘664 |
| 2017 | 2018 |      |      |      |      |      |
| ↘654 | ↘647 |      |      |      |      |      |

## Состав сельского поселения
| № | Населённый пункт | Тип населённого пункта       | Население |
| - | ---------------- | ---------------------------- | --------- |
| 1 | Азбаба           | деревня                      |           |
| 2 | Берляш           | деревня                      |           |
| 3 | Верхнее Аткозино | село, административный центр |           |
| 4 | Карамасары       | село                         |           |
| 5 | Новые Поляны     | деревня                      |           |